# Helena Costa
Helena Margarida dos Santos e Costa (Alhandra, 15 de abril de 1978) es una entrenadora de fútbol portuguesa que fue director técnico de la selección femenina de Irán;de la selección femenina de  Catar; del Clermont Foot 63, de la segunda división francesa; de categorías inferiores del Benfica; ojeadora para el Celtic de Glasgow; y del Eintracht Frankfurt .

## Carrera
Desde muy temprano en su carrera, Helena Costa se destacó en los métodos de entrenamiento del fútbol portugués. A los veinte y un años, aún no había terminado su licenciatura en Ciencias del Deporte, cuando hizo su primer curso de entrenadores de la Asociación de Fútbol de Lisboa, que logró la calificación más alta entre los 120 candidatos. A esto se siguió su Máster en Análisis del Juego con honor y distinción y los cursos de entrenador UEFA Basic License y UEFA Advanced License en la Federación Portuguesa de Fútbol.
En 1998 empezó como entrenador auxiliar en las categorías inferiores del Benfica y desde 1999 hasta 2004 siguió a los equipos sub-9 y sub-10 como entrenadora principal. Al año siguiente se convirtió en entrenador auxiliar del equipo masculino sub-17 del Benfica, donde alcanzó el 2º puesto en el Campeonato Nacional. Sin dejar de entrenar a los jóvenes del Benfica, en la temporada 2005/2006 aceptó su primer reto con un equipo senior masculino, la Sociedad de Recreación y Deportes Cheleirense, donde ocupó el 1º lugar en Lisboa Liga Regional - Serie B.
Al año siguiente pasó a entrenar los equipos femeninos donde ganó títulos importantes como entrenador principal, por el club Sociedade União 1º de Dezembro y por Odivelas Futebol Clube.
Desde 2008 hasta 2010 ejerció labores de scouting en el Celtic de Glasgow.
En 2010 tomó rumbo a Doha en Catar para crear toda la estructura del fútbol femenino en ese país, convirtiéndose en la seleccionadora de fútbol femenino joven y senior. En este nuevo desafío Helena Costa fue la responsable de scouting, responsable de la creación y organización de los Campeonatos Nacionales Femenino, responsable de la organización de cursos para entrenadores de la FIFA en los países de Medio Oriente que se realizó en Doha - 2010, entre otros retos dando los primeros pasos en el fútbol femenino de Oriente Medio.
En 2012 fue invitada a ser seleccionadora nacional de fútbol femenino en Irán donde trabaja desde septiembre.
Costa cuenta con licencia de entrenador UEFA A, y en 2014 fue nombrada DT del Clermont Foot 63 en la segunda división francesa, con lo cual se convirtió en la primera mujer en entrenar a un equipo masculino en la primera o segunda división de una de las principales ligas europeas. Sin embargo, un mes después renunció al cargo por motivos personales.
El Eintracht Frankfurt la contrató en 2017 como  scouting, y se convirtió en la primera mujer en desempeñar ese puesto en la Bundesliga.

## Títulos

### Títulos en Catar (selecionadora principal absoluta de fútbol femenino)
- 1.er lugar en Campeonato Nacional Femenino de Catar 2011/2012 - Catar United (Club)
- Primera victoria de la selección femenina de Catar (4-1 contra Maldivas)
- Victoria contra Kuwait (2-0)
- Inclusión de la selección femenina de Catar en el Ranking Mundial de la FIFA.

### Títulos en Sport Lisboa e Benfica - equipos jóvenes masculinos (entrenadora principal)
- 2 º puesto en el Torneo Mundial de la Juventud "Mundialito" 2006 - España, Islas Canarias Fuerteventura (Final 5-4 con el FC Barcelona)
- 1.er lugar en el Torneo Mundial de la Juventud "Mundialito" 2007 - Portugal, Vila Real de Santo António (Final 6-0 con el FC Barcelona);
- 1.er lugar en el Torneo de Portugués de la Juventud "Copa Foot 21" Portugal 2008
- 1.er lugar en el Torneo Mundial de la Juventud "Mundialito" 2008 - Portugal, Vila Real de Santo António
- 1.er lugar en el Torneo Juvenil Portugués "Copa Foot 21" Portugal 2009

### Títulos en Odivelas Futebol Clube (Entrenadora Principal Equipo Femenino)
- 1.er lugar en la 2.ª Liga Nacional Portuguesa de Fútbol Femenino 2008/2009
- Semifinalista de la Copa de Portugal 2008/2009;

### Títulos en Sociedade União 1º de Dezembro (Entrenadora Principal Equipo Femenino)
- 2 º puesto en European CHAMPIONS LEAGUE 2007 Grupo - Neughlenbach, Austria
- 1.er lugar en Campeonato Femenino Portugués 2008/2009 (1 ª División)
- Campeona de la Copa de Portugal 2008/2009
- 2 º puesto en la Champions League Group Europe 2008 - Osijek, Croacia
- 1.er lugar en la Liga portuguesa Mujeres 2007/08 (1 ª División)
- Campeona de la Copa de Portugal 2007/08

### Títulos en Sociedade Recreativa e Desportiva Cheleirense (Entrenadora Principal Equipo Masculino)
- 1.er lugar en la Serie B, de la 3 ª División 2005/2006

## Premios
- Premio al Mejor Entrenador "Mundialito 2006" España, Canary Islands Fuerteventura
- Premio al Mejor Entrenador "Mundialito 2007" Portugal, Vila Real de Santo António
- Premio al Mejor Entrenador de la “Copa Foot 21" Portugal 2009
- Premio al Mejor Entrenador de la Asociación Nacional de Entrenadores de Fútbol (Premio Mujeres de Mérito) 2008/2009

## Otras informaciones
- Prácticas en Chelsea Football Club con el equipo profesional, femenina y equipo de la academia en octubre de 2005 (entrenador: José Mourinho) [3]
- Prácticas en Sport Lisboa e Benfica en el equipo principal en agosto de 2002 (entrenador: Jesualdo Ferreira)
- Prácticas en Sporting Clube de Portugal en el equipo principal en abril de 2002 (entrenador: László Bölöni)

## En la televisión
Inspirado en la trayectoria de Costa, y de su sucesora en el Clermont Foot, Corinne Diacre -que lideró el equipo durante tres temporadas- el creador noruego Johan Fasting creó la serie Home Ground, en 2018, en la plataforma Filmin, que muestra la llegada de una mujer, Helena Mikkelsen (Ane Dahl Torp) a la élite del fútbol masculino.